# M 단백질 (연쇄상구균)
M 단백질(M protein)은 연쇄상구균에 속하는 특정 세균 종에 의해 생성될 수 있는 독력인자이다.
바이러스, 기생충, 세균은 단백질과 당 분자로 덮여 있어 숙주의 방어에 대항하여 숙주에 침투하는 데 도움이 된다. 그런 침투에 도움이 되는 분자 중 하나가 특정 연쇄상구균에 의해 생성되는 M 단백질이다. 세포벽 내의 C-말단에서 M 단백질은 현재 많은 그람 양성균의 표면 단백질이 공유하는 것으로 알려진 모티프를 나타낸다. 이 모티프는 보존된 펜타펩티드 LPXTG를 포함하고 있다. LPXTG는 소수성 C-말단 막 스패닝 도메인 앞에 있으며, 도메인 자체는 C-말단에서 염기성 잔기 클러스터 앞에 존재한다.
M 단백질은 강력한 항 식세포 작용을 하며 화농성연쇄상구균(Streptococcus pyogenes)의 주요 독력인자이다. M 단백질은 혈청의 보체인자 H에 결합하여 C3 전환효소를 파괴하고 C3b에 의한 옵소닌화를 막는다. 그러나 혈장의 B세포는 옵소닌화를 돕고 대식세포와 호중구에 의한 미생물 파괴를 촉진하는 M 단백질에 대한 항체를 생산할 수 있다. 심근과 항-M 단백질 항체의 교차 반응성은 어떤 식으로든 류마티스열과 관련이 있는 것으로 제안되었다.
M 단백질은 원래 연쇄상구균에 대한 란스필드 분류를 공식화한 레베카 란스필드(Rebecca Lancefield)에 의해 처음 확인되었다. M 단백질을 가지고 있는 화농성연쇄상구균과 같은 세균은 란스필드 분류상에서 A군으로 분류된다.

## 참고 문헌
- “Conservation of a pentapeptide sequence in the anchor region of surface proteins from gram-positive cocci”. 《Mol. Microbiol.》 4 (9): 1603–5. September 1990. doi:10.1111/j.1365-2958.1990.tb02072.x. PMID 2287281.
- Pierre R. Smeesters; David J. McMillan; Kadaba S. Sriprakash (June 2010). “The streptococcal M protein: a highly versatile molecule”. 《Trends in Microbiology》 18 (6): 275–282. doi:10.1016/j.tim.2010.02.007. PMID 20347595.